# Marisa Formolo
Marisa Formolo  (1947) é uma política gaúcha, filiada ao Partido dos Trabalhadores. Foi deputada estadual pelo Rio Grande do Sul, eleita em 2010 com 43.860 votos.
Formolo também foi vice-prefeita na primeiro gestão de Pepe Vargas em Caxias do Sul. Também atuou como Secretária de Educação e da Segurança Alimentar e foi diretora-presidente da Companhia de Desenvolvimento de Caxias do Sul (Codeca).
No legislativo gaúcho, se destacou pela atuação na CPI dos Pedágios e na Frente Parlamentar contra a Prorrogação dos Contratos de Pedágios. Também teve forte inserção no setor da Educação, trabalhando pelo ensino profissionalizante. A agroecologia e a agricultura familiar são outras bandeiras que defendeu no parlamento do Rio Grande do Sul.
No mês de janeiro de 2015 a deputada envolveu-se no Escândalo das Medalhas após ter concedido honrarias a vários familiares em nome de um "agradecimento à família", segundo a mesma declarou.